# Стандарты телевизионного вещания
Станда́рт телевизио́нного веща́ния — система кодирования видеосигнала для его эфирной передачи. Уже в эпоху чёрно-белого телевидения возникло несколько разных стандартов разложения изображения, отличавшихся числом строк, частотой кадров и другими параметрами. Переход к цветному телевидению умножил число систем, так как на разные стандарты разложения накладывались стандарты кодирования цвета (NTSC, PAL, SECAM).
Впоследствии часть систем «вымерла»; с другой стороны, распространились многосистемные телевизионные приёмники, так что сейчас разнообразие систем не создаёт проблем для телезрителей.
В настоящее время идёт внедрение цифрового телевидения и телевидения высокой чёткости.

## Число строк
Чем выше число строк, тем качественнее и чётче изображение, и тем больше информации на экране. В то же время, чем выше число строк, тем шире должна быть используемая полоса частот (соответственно тем меньше можно создать телеканалов). В телевидении стандартной четкости такое качество не достигается. Европейский стандарт разложения для передачи использует 625 строк, из которых активных, то есть, видимых на экране — 576. Американский стандарт использует 525 строк из которых активных — 480 (стандарт VGA). Во Франции существовала система с 819 строками, но сейчас она уже вымерла (такой канал занимал полосу 14 МГц). Современные стандарты телевидения высокой четкости предусматривают количество строк 720 (HD) и 1080 (Full HD), что обеспечивает высокое качество изображения. Использование для передачи цифрового сжатия потока видеоданных позволяет передавать такое изображение по относительно узкому каналу. Дальнейшим продолжением тенденции повышения чёткости является распространение телевидения сверхвысокой чёткости (Ultra HD/4K и 8K).

## Частота кадров
В большинстве телевизоров кадры показываются с той же частотой, с какой они передаются (поскольку раньше было сложно реализовать что-либо другое). При этом частота кадровой развёртки вдвое выше частоты кадров из-за использования чересстрочной развёртки. На ранних стадиях развития телевидения инженеры боялись, что переменный ток в сети питания будет создавать помехи на экране, поэтому частота кадровой развёртки была выбрана в точности равной стандартной частоте переменного тока (50 Гц в Европе, 60 Гц в Америке) — чтобы возможные помехи были статическими, а не имели вид дрожания. Эти опасения, впрочем, оказались необоснованными, но после начала массового внедрения телевещания было уже поздно что-то менять.
То, что частота кадров на телевидении (25 или 30 кадров в секунду) отличается от частоты кадров в кино (24 кадра в секунду), создаёт определённые неудобства. В Европе на телевидении фильмы прокручивают чуть быстрее (на 4 %; соответственно, и звук становится на полтона выше, к примеру, нота Ля превращается в ноту Ля-диез); в Америке при телекинопроекции применяется сложная интерполяция, обеспечивающая плавный перевод кадровой частоты кинематографа в кадровую частоту телевидения. Первые такие технологии вызывали неизбежную прерывистость движения на экране при переводе кинофильмов на телеэкран. Современные технологии делают изображение плавным, за счет более сложных алгоритмов интерполяции. Дешевизна и совершенство современных технологий кадровой интерполяции позволяют делать её даже при телекинопроекции в европейском стандарте разложения, поэтому на современном телевидении кинофильмы показываются с истинной частотой киносъемки в 24 кадра в секунду, чтобы предотвратить ускорение темпа движения и повышение тональности фонограммы.

## Соотношение сторон кадра
Во всех системах телевидения стандартной четкости соотношение сторон кадра составляет 4:3 — это соответствует «Академическому» и наилучшим образом вписывается в обычный формат кинематографа 1,37:1.
В странах Центральной и Западной Европы (Голландия, Германия, Британия и т. д.) в аналоговом и цифровом наземном вещании с конца 90-х годов наряду с обычным стандартом PAL также используется стандарт PalPlus. Это модификация PAL с соотношением сторон телевизионного кадра 16:9 и увеличенным количеством элементов в строке — 1024 вместо стандартных 720.
Все стандарты телевидения высокой четкости изначально разрабатывались с соотношением сторон кадра 16:9, что позволяет наилучшим образом вписать в экран большинство форматов телевизионного и кинематографического изображения.

## Аналоговые системы
Системы цветного телевидения обозначаются так: например, SECAM-D обозначают сигналы стандарта D, на которые наложены цветные сигналы системы SECAM. Неприменяемые стандарты отмечены серым.
Стандарты B и G, D и K аналогичны по характеристикам, лишь заданы для разных диапазонов частот, поэтому тюнеры, как правило, поддерживают оба, обозначая их, соответственно, B/G и D/K.
| Стандарт | Число строк | Кадровая частота, Гц | Ширина полосы канала, МГц | Полоса видео, МГц | Сдвиг несущей звука, МГц | Ширина остаточной боковой полосы | Полярность видеосигнала | Модуляция несущей звука | Примечания                                                                    |
| -------- | ----------- | -------------------- | ------------------------- | ----------------- | ------------------------ | -------------------------------- | ----------------------- | ----------------------- | ----------------------------------------------------------------------------- |
| A        | 405         | 25                   | 5                         | 3                 | −3.5                     | 0.75                             | Позитивная              | Амплитудная             | Великобритания (только ч/б)                                                   |
| B        | 625         | 25                   | 7                         | 5                 | +5.5                     | 0.75                             | Негативная              | Частотная               | МВ в большинстве стран, МВ и ДМВ в Австралии (см. G и H)                      |
| C        | 625         | 25                   | 7                         | 5                 | +5.5                     | 0.75                             | Позитивная              | Амплитудная             | старая система МВ, использовавшаяся только в Бельгии                          |
| D        | 625         | 25                   | 8                         | 6                 | +6.5                     | 0.75                             | Негативная              | Частотная               | только МВ (см. K)                                                             |
| E        | 819         | 25                   | 14                        | 10                | ±11.15                   | 2.00                             | Позитивная              | Амплитудная             | Старая французская система МВ                                                 |
| F        | 819         | 25                   | 7                         | 5                 | +5.5                     | 0.75                             | Позитивная              | Амплитудная             | Старая система МВ, использовавшаяся только в Бельгии и Люксембурге            |
| G        | 625         | 25                   | 8                         | 5                 | +5.5                     | 0.75                             | Негативная              | Частотная               | только ДМВ (см. B)                                                            |
| H        | 625         | 25                   | 8                         | 5                 | +5.5                     | 1.25                             | Негативная              | Частотная               | только ДМВ (см. B)                                                            |
| I        | 625         | 25                   | 8                         | 5.5               | +5.996                   | 1.25                             | Негативная              | Частотная               | Великобритания, Ирландия, ЮАР, Гонконг                                        |
| K        | 625         | 25                   | 8                         | 6                 | +6.5                     | 0.75                             | Негативная              | Частотная               | только ДМВ (см. D)                                                            |
| K'       | 625         | 25                   | 8                         | 6                 | +6.5                     | 1.25                             | Негативная              | Частотная               | Заморские владения Франции                                                    |
| L        | 625         | 25                   | 8                         | 6                 | +6.5                     | 1.25                             | Позитивная              | Амплитудная             | Франция: звук на −6,5 МГц только на 1 полосе МВ                               |
| M        | 525         | 29.97                | 6                         | 4.2               | +4.5                     | 0.75                             | Негативная              | Частотная               | Страны Америки, Япония, Филиппины, Южная Корея (все NTSC-M); Бразилия (PAL-M) |
| N        | 625         | 25                   | 6                         | 4.2               | +4.5                     | 0.75                             | Негативная              | Частотная               | Аргентина, Боливия, Парагвай, Уругвай                                         |

## Цифровые системы
Основное преимущество цифрового телевидения заключается в улучшенном качестве изображения и звука. Кроме того, цифровое телевидение дает широкие возможности для дополнительных сервисов. На одном частотном канале, по которому раньше передавалась одна телевизионная программа, теперь можно передавать сразу несколько. В цифровом телевидении, в отличие от аналогового, используются свои стандарты эфирного вещания, в том числе высокой чёткости.